# Spratton
Spratton is een civil parish in het bestuurlijke gebied Daventry, in het Engelse graafschap Northamptonshire met 1150 inwoners.

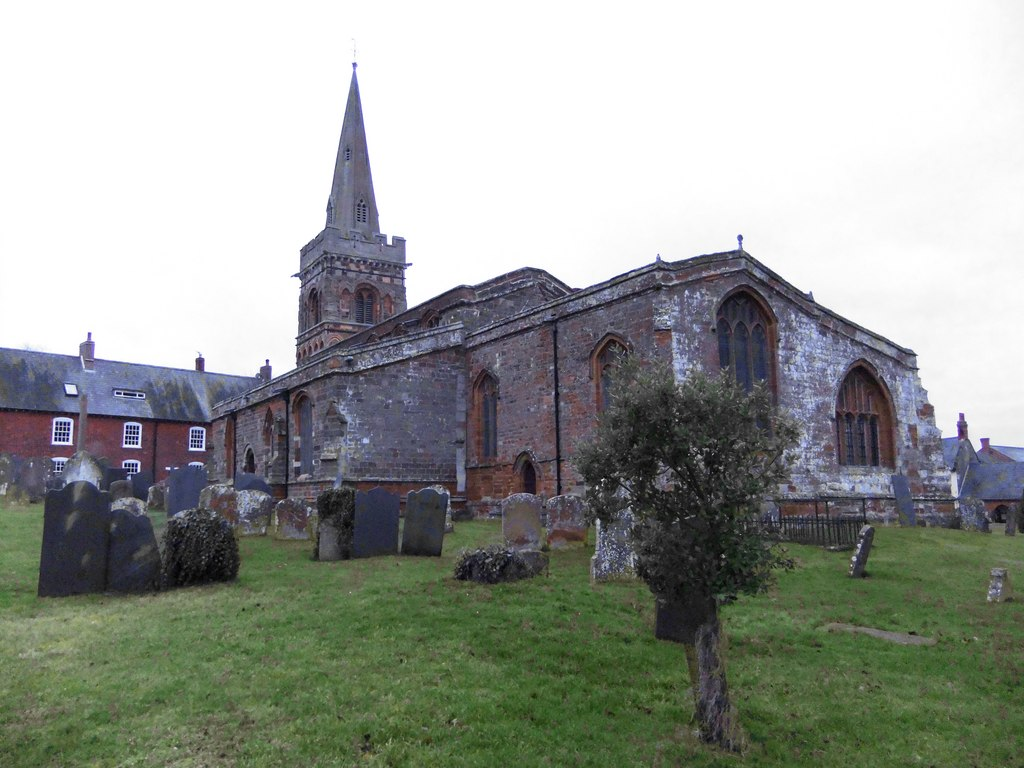
Kerk St. Andrew